# Frauke Poolman
Frauke Poolman (anhörenⓘ * 8. Juni 1961 in Ost-Berlin) ist eine deutsch-niederländische Schauspielerin, Synchron- und Hörfunksprecherin. Zudem spricht sie Hörbücher ein. 

## Leben
Poolmann stammt aus einer niederländischen Theaterfamilie und arbeitet in der fünften Generation als Schauspielerin. Ihre Mutter war die Schauspielerin Marylu Poolman. Ihre Tochter ist die Schauspielerin Marylu-Saskia Poolman.
Nach Abschluss ihrer Ausbildung an der Theaterhochschule „Hans Otto“ im Jahr 1984 in Leipzig und am Studio Magdeburg wurde sie Ensemblemitglied an verschiedenen Spielstätten, so u. a. an Bühnen in Rostock, Leipzig und Düsseldorf. Sie spielte in mehreren DEFA-Produktionen und in der Fernsehreihe Polizeiruf 110. Außerdem arbeitet sie seit ihrem sechsten Lebensjahr als Synchronsprecherin. Schon früh gehörte sie zum Kindersprecherensemble des Rundfunk der DDR. Sie wirkte als Sprecherin in einer großen Zahl von Hörspielen (Das Herz von Jayne Mansfield, Radio Tatort Schöne Aussicht, Der Schwarm, Small World u. a.) sowie als Sprecherin beim Einlesen von Hörbüchern mit. 2002/2003 gehörte sie zum Ensemble der ersten Tour live & unplugged Die drei ??? – Master of Chess.
Seit 2007 unterrichtet Frauke Poolman an der Otto Falckenberg Schule in München Hörspiel & Mikrofonarbeit.
In der deutschen Version des Computerspiels Command & Conquer: Tiberian Sun ist Poolman die Stimme des E.V.A.

## Hörspiele und Features
- 1997: Monika Lätzsch: Matjessaison – Regie: Günter Bommert (Hörspiel – MDR)
- 1999: Isaak Babel: Die Reiterarmee (Motja) – Regie: Joachim Staritz (Hörspiel (3 Teile) – MDR/DLR)
- 2002: Die Drei ??? - Master of Chess – Regie: Holger Mahlich (Livehörspiel)
- 2003: Holger Teschke: Jungfrau Maleen – Regie: Barbara Plensat (Kinderhörspiel – DLR Berlin)
- 2003: Jen Sacks: Nice – Regie: Irene Schuck (Kriminalhörspiel – DLR Berlin)
- 2003: Frank Schätzing : Der Schwarm Regie : Frank Schätzing Loy Wesselburg HÖRVERLAG
- 2008: Ricarda Bethke: Meine liebste Änne! – Regie: Thomas Zenke (Hörspiel – DLF)
- 2012: Hannelore Hippe: Die Tagebücher des Samuel Pepys – Regie: Götz Naleppa (Hörspiel – DLF)
- 2012: Otto Mötö. Im Universum finnischer Motorenmusik -Aus den Archiven des Martti Mauri (1935–2003) – HR
- 2012: Andra Joeckle: Am tiefsten ist die Haut (Schrecken und Schönheit einer Oberfläche) – Regie: Christine Nagel (Feature – DKultur)
- 2013: Carin Bartosch Edström: Der Klang des Todes – Regie: Sven Stricker (Kriminalhörspiel – DKultur)
- 2013: Keigo Higashina: Verdächtige Geliebte – Bearbeitung und Regie: Steffen Moratz (Hörspiel – WDR)
- 2013: Walter van Rossum: Eine unordentliche Liebe um 1913 – Regie: Walter van Rossum (Hörspiel – DLF)
- 2014: Levander Berg: Teufels Spielplatz – Regie: Wolfgang Rindfleisch (Hörspiel – DLF)
- 2014: Monika Buschey: Der silberne Klang – Regie: Thomas Leutzbach (Kinderhörspiel (2 Teile) – WDR)
- 2014: Lisbeth Jessen: Guten Tag auf Polnisch – Regie: Lisbeth Jessen (Feature – DKultur/WDR)
- 2014: Tom Peukert: Öl – Regie: Leonhard Koppelmann (Hörspiel – WDR)
- 2015: Mensch.Bürger.Komponist. Mikis Theodorakis – Regie: Georg Beck (Feature DRADIO KULTUR)
- 2015/2016: Ohrenbär – Radiogeschichten für kleine Leute u. a. Glitzerbücher aus der Geschichtenfabrik RBB
- 2015 Die demente Fee Audrey von Max Urlacher Hörspiel – WDR Rolle: Audrey
- 2018 Märchen & Verbrechen Vermisst! Wo ist Schneewittchen Regie: Vivianne & Leonhard Koppelmann HR
- 2018 Schlachthof 5 oder Kinderkreuzzug von Kurt Vonnegut Regie: Leonhard Koppelmann
- 2021 Lange Nacht u. a. über Joseph Beuys / Dmitri Schostakowitsch / Fjodor Dostojewski für DLF Kultur & DLF
- 2021 Königin von Lankwitz von Max Urlacher Regie: Thomas Leutzbach
- 2022 Das Orlando-Projekt : das Hörspiel nach Virginia Woolf Regie: Andreas Schäfer
- 2022 Wenn der Mordmann kommt von Friedrich Ani

## Hörbuch
Für Der Hörverlag
- 2021 Die andere Hälfte der Welt von Christina Sweeney Baird
- 2021 Mansfield Park von  Jane Austen, Regie: Iris Drögekamp
- 2022 Schönes Mädchen von Claire Douglas
- 2022  Die hundert Jahre von Lenni & Margot von Marianne Cronin
- 2023 Schönes Mädchen von Claire Douglas
- 2023  Victory City von Salman Rushdie
- 2023  Abendrot von Lucy Foley

Für Hörbuch Hamburg
- 2021 Der kleine Wassermann von Otfried Preußler, Regie: Robert Schoen
- 2018 Das Glück des Zauberers von Sten Nadolny, Regie: Clarisse Cossais

Für Aufbau Audio
- 2021 Margherita von Jana Revedin
- 2021 Flucht nach Patagonien von Jana Revedin

Für DTV Audio
- 2021 Irisches Verhängnis von Hannah O’Brien
- 2021 Irisches Roulette  von Hannah O’Brien

Für Lübbe Audio
- 2021 Arden Hall Saga von Julia Schreiber

Für Headroom Sound Production
- 2014 Sir Francis Drake. Freibeuter seiner Majestät, headroom Verlag
- 2016 Ernest Shackleton – Gefangen im Packeis (aus der Reihe „Abenteuer & Wissen“)
- 2016 Neil Armstrong – Der erste Mensch auf dem Mond (aus der Reihe „Abenteuer & Wissen“)
- 2017 Der Club von Takis Würger. headroom Verlag (Rolle: Alex)
- 2017 Ein kleiner Hund namens Fips Lyrik -CD
- 2018 Du spinnst wohl von Kai Pannen   Rolle: Raupe Constanze
- 2018 Eine andere Vorstellung von Glück von Marc Levy

## Filmografie
- 1978/1990: Guten Morgen, du Schöne: Susanne/Gudrun/Angela
- seit 2005: Druckfrisch (Literaturmagazin, Voice)
- 2014: So nicht, Genossen (Dokumentarfilm, Voice)
- 2014: Drei Haselnüsse – Die Geheimnisse (Dokumentation, Voice)
- 2015: SOKO Wismar (Fernsehserie, 1 Episode)
- 2018: Und der Zukunft zugewandt

## Synchronsprecherin

### Filme
- als Elvira in Das Gift (2021)
- als Journalistin in Aheds Knie (2021)
- Maribel Lopera Sierra (als Benedita) in Das Wunder von Fatima – Moment der Hoffnung (2020)
- Sandra Lee Gimpel (als Edwards Frau) in Stay Alive – Überleben um jeden Preis (2020)
- Trine Wiggen (als Anne) in Breaking Surface – Tödliche Tiefe (2020)
- Marian Álvarez (als Rosa Ribagorda) in Silent War – Der Gejagte (2019)
- Rita Cortese (als Carmen Lorgio) in Glorreiche Verlierer (2019)
- Samantha Jones (als Lisa) in Driveways (2019)
- Cindy Cheung (als Frau) in Ein Kind wie Jake (2018)
- Rosanna Arquette (als Bethany Jones) in Sprung ins Leben (2012)
- Carroll Baker (als Deborah) in Der Schöne Körper der Deborah (1968) [DDR-Synchro (1988)]
- Élodie Bouchez (als Georgette) in Flammen im Paradies (1997)
- Tereza Brodská (als Simona) in Neuralgische Punkte (1989)
- Sheena Easton (als Megan) in Body Bags (1993)
- Sharrin Edwards (als Nurse Jean Amato) in The Fifth Quarter – Spiel des Lebens (2010) [Synchro (2012)]
- Erin Gray (als Susan Price) in Loaded (2008)
- Natasha Gregson Wagner (als Gina) in Molly & Gina (1994)
- Marina Iljitschowa (als Aljona) in Die feuerrote Blume (1978)
- Victoria Jackson (als Kathrina Sullivan) in Zurück ins Glück (2011)
- Michaela Kuklová (als Prinzessin Jasnenka) in Die Prinzessin und der fliegende Schuster (1988)
- Jessica Lange (als Blanche DuBois) in Endstation Sehnsucht (1995)
- Marina Massironi (als Marina) in Nicht von dieser Welt (1999)
- Robyn Moore (als Blinky Bill) in Blinky Bill – Der Film (1992)
- Julie Warner (als Jennie Slade) in Gib ihn mir wieder (1990)
- Emma Wray (als Holly) in Santa's First Christmas (1992)
- als Brigitte in Airbag (1997)
- als Rosa in Janoschs Komm, wir finden einen Schatz! (2012)

### Serien
- Elizabeth Rider (als Ana Kuya) in Shadow and Bone – Legenden der Grisha (ab 2021) in 3 Episoden
- Kyung-ok Min (als Professorin) in D.P. (2021) in Episode 4 (Staffel 1)
- Lycia Naff (als 'Capt. Sonya Gomez') in Star Trek: Lower Decks (ab 2020) in 1 Episode
- Elizabeth Hill (als Lady Addenhall) in Die skandalösen Affären der Christine Keeler (2019–2020) [Synchro (2021)] in 1 Episode
- Amanda Armstrong (als Susan) in Why Are You Like This? (ab 2018) [Synchro (2021)] in Episode 6 (Staffel 1)
- Saki Hayakawa (als 'Maria Chiyoda') in Doreiku: The Animation (2018) [Synchro (2021)] in Episode 09–10, 12
- Ilka Urbach (als Lexi) in S.W.A.T. (ab 2017) in 1 Episode
- Courtney Friel (als Newsreader) in S.W.A.T. (ab 2017) in 1 Episode
- Carmen Aguirre (als Deanna Harper) in Riverdale (ab 2017) in 1 Episode
- Polly Walker (als Gill Biggeloe) in Line of Duty (2016)
- Tina Fey (als Psychologin) in Unbreakable Kimmy Schmidt (2016)
- Kristin Booth (als Ethel Kennedy) in Die Kennedys (2011)
- Felicity Huffman (als Terry Spann) in Stephen Kings Schöne neue Zeit (1991) [1. Synchro (VHS)]
- Sabina Laurinová (als Prinzessin Eufrosina) in Teuflisches Glück (1999–2001)
- Megan Leitch (als Beth Jarrett) in CSL – Crime Scene Lake Glory (2002) in Episode 7
- Hanna Maciuchova (als Bartová) in Das Krankenhaus am Rande der Stadt – 20 Jahre später (2003)
- Robyn Moore (als Blinky Bill) in Blinky Bill (1993)
- Irina Rozanowa (als Frau Krukowskaja) in Dostojewski (2011) [Synchro (2013)]
- Naoko Watanabe (als Pool) in Dragon Ball (1986–1989)
- Lærke Winther Andersen (als Mia Vogelsang) in Nordlicht – Mörder ohne Reue (2011–2012)
- als Barbara Plapper in Wunschpunsch (2000)
- 2022: Navy CIS für Katherine Cortez als Thelma McKeever
- 2023: Navy CIS: L.A. für Eva Tamargo als Carmen Perez
- 2024: Star Wars: Skeleton Crew für Alia Shawkat als Kh'ymm

### Videospiele
- 1997: Elaine Marley (The Curse of Monkey Island)
- 1998: Mercedes „Meche“ Colomar (Grim Fandango)
- 2000: Elaine Marley (Flucht von Monkey Island)
- 2001: Kate O’Hara (Desperados: Wanted Dead or Alive)
- 2022: Elaine Marley (Return to Monkey Island)